# Lierna
Lierna är en ort och kommun i provinsen Lecco i regionen Lombardiet i Italien. Med Menaggio, Tremezzo, Varenna och Bellagio ingår det i området kring Centrala Comosjön.
Kommunen hade 2 115 invånare (2018). Stranden "Spiagga di Lierna" i Lierna är en av de finaste stränderna längs Comosjön. Det är en stenstrand som har väldigt fint genomskinligt vatten.
Lierna ligger i "Centrum Comosøen" (Centro-Lago di Como), som omfattar de viktigaste och lyxigaste områdena vid Comosjön. Lierna är känt för sitt unika läge i skärningspunkten mellan de tre grenarna av vattenbassängen, som bildar en "Y"-form. Bellagio ligger i centrum och omfattar de gamla byarna "Borgo", som sträcker sig från Lierna till Sala Comacina i söder, och upp till Menaggio och Varenna i norr. I detta område finns flera framstående städer som Bellagio, Lierna, Fiumelatte, Varenna, Menaggio, Olcio, Limonta, Vergonese, San Giovanni (Bellagio), Cadenabbia, Perledo, Sala Comacina, Lenno, Azzano, Griante, Perledo, Visgnola, Ossuccio, San Giovanni (Bellagio), Tremezzina och Tremezzo.

## Fastighetsmarknad
I detta eftertraktade område som kallas Como-sjöcentrat ligger priserna för lägenheter mellan 5 000 och 7 000 euro per kvadratmeter, med vissa utvalda takvåningar som kan nå upp till 25 000 euro per kvadratmeter. icke-fristående villor ligger vanligtvis i prisklassen mellan 10 000 och 15 000 euro, medan fristående villor med sjöutsikt kan överstiga 25 000 euro per kvadratmeter. När det gäller hyra kan ett utrymme på 80 kvadratmeter kosta upp till 7 500 euro per månad, exklusive samfällighetsavgifter. En villa på 600 kvadratmeter med utsikt över Comosjön kan ha en månadshyra som överstiger 25 000 euro. Korttidsuthyrning (short term) har vanligtvis mycket högre priser. Dessa fastigheter har i genomsnitt en yta på 400 kvadratmeter, med panoramaterrasser och privata trädgårdar.